# Кубок Чехії з футболу 1999—2000
Кубок Чехії з футболу 1999–2000 — 7-й розіграш кубкового футбольного турніру в Чехії. Титул вперше здобув Слован (Ліберець).

## Календар
| Раунд            | Дата                              | Матчі | Клуби     |
| ---------------- | --------------------------------- | ----- | --------- |
| Попередній раунд | літо 1999                         | 22    | 134 → 112 |
| Перший раунд     | літо 1999                         | 48    | 112 → 64  |
| 1/32 фіналу      | літо 1999                         | 32    | 64 → 32   |
| 1/16 фіналу      | 1 вересня - 20 жовтня 1999        | 16    | 32 → 16   |
| 1/8 фіналу       | 3 листопада 1999 - 14 лютого 2000 | 8     | 16 → 8    |
| 1/4 фіналу       | 12 квітня 2000                    | 4     | 8 → 4     |
| 1/2 фіналу       | 2-3 травня 2000                   | 2     | 4 → 2     |
| Фінал            | 10 травня 2000                    | 1     | 2 → 1     |

## 1/16 фіналу
| Команда 1                  | Рахунок      | Команда 2          |
| -------------------------- | ------------ | ------------------ |
| 1 вересня 1999             |              |                    |
| Уніон (Челаковіце)         | 1:1 пен. 6:5 | Дукла (Пржибрам)   |
| 12 жовтня 1999             |              |                    |
| Банік (Ратішковіце)        | 1:0          | Петра (Дрновіце)   |
| Стржижков Прага 9          | 1:2          | Спарта (Прага)     |
| Рихнов-над-Кнежноу         | 1:2          | Вікторія Жижков    |
| Долні-Коуніце              | 1:3          | Слован (Ліберець)  |
| Голіце                     | 1:3          | Опава              |
| Детмаровіце                | 0:4          | Сігма (Оломоуць)   |
| 13 жовтня 1999             |              |                    |
| Тршебонь                   | 1:4          | Вікторія (Пльзень) |
| Ксаверов (Горні Почерніце) | 0:1          | Хмел (Блшани)      |
| Земан (Брно)               | 0:3          | Славія (Прага)     |
| Світ (Злін)                | 4:2          | Банік (Острава)    |
| МУС Мост                   | 1:1 пен. 2:3 | Яблонець           |
| Куновіце                   | 1:4          | Бобі (Брно)        |
| Вітковіце                  | 2:2 пен. 2:0 | Богеміанс (Прага)  |
| Кадань                     | 0:3          | Долні Бенешов      |
| 20 жовтня 1999             |              |                    |
| Семіли                     | 1:3          | Градець-Кралове    |

## 1/8 фіналу
| Команда 1           | Рахунок      | Команда 2       |
| ------------------- | ------------ | --------------- |
| 3 листопада 1999    |              |                 |
| Банік (Ратішковіце) | 1:0          | Хмел (Блшани)   |
| 13 листопада 1999   |              |                 |
| Слован (Ліберець)   | 3:1          | Бобі (Брно)     |
| 14 листопада 1999   |              |                 |
| Світ (Злін)         | 0:2          | Яблонець        |
| Сігма (Оломоуць)    | 1:0          | Опава           |
| Долні Бенешов       | 1:1 пен. 1:3 | Вітковіце       |
| 16 листопада 1999   |              |                 |
| Градець-Кралове     | 0:0 пен. 3:5 | Вікторія Жижков |
| 13 лютого 2000      |              |                 |
| Уніон (Челаковіце)  | 0:4          | Славія (Прага)  |
| 14 лютого 2000      |              |                 |
| Вікторія (Пльзень)  | 1:0          | Спарта (Прага)  |

## 1/4 фіналу
| Команда 1          | Рахунок      | Команда 2           |
| ------------------ | ------------ | ------------------- |
| 12 квітня 2000     |              |                     |
| Вікторія (Пльзень) | 1:2          | Банік (Ратішковіце) |
| Сігма (Оломоуць)   | 2:1 дч       | Вікторія Жижков     |
| Слован (Ліберець)  | 2:0          | Славія (Прага)      |
| Вітковіце          | 0:0 пен. 3:2 | Яблонець            |

## 1/2 фіналу
| Команда 1           | Рахунок | Команда 2        |
| ------------------- | ------- | ---------------- |
| 2 травня 2000       |         |                  |
| Банік (Ратішковіце) | 3:0     | Вітковіце        |
| 3 травня 2000       |         |                  |
| Слован (Ліберець)   | 2:0     | Сігма (Оломоуць) |

## Фінал
| 10 травня 2000 |

| Банік (Ратішковіце) | 1:2      | Слован (Ліберець) |
| ------------------- | -------- | ----------------- |
| Грозек 81'          | Протокол | Лаццаро 24', 61'  |

| Стадіон Евжена Рошицького, Прага Глядачів: 4 270 Арбітр: Мирослав Ліба |